# Escuelas Públicas del Condado de Alachua
Las Escuelas Públicas del Condado de Alachua (Alachua County Public Schools, ACPS, o School Board of Alachua County) es un distrito escolar de Florida. Tiene su sede en Gainesville. El distrito escolar gestiona escuelas en el condado de Alachua. El consejo escolar tiene un presidente, un vicepresidente, y tres miembros.